# Johann Valentin Klein
Johann Valentin Klein (* 12. März 1787 in Darmstadt; † 28. April 1861 in Gießen) war ein deutscher lutherischer Theologe, Philosoph, Pädagoge und Bibliothekar.

## Leben
Geboren als Sohn des Seilermeisters Matthias Klein, der aus Wittlich bei Trier stammte und katholisch war, besuchte Klein das Gymnasium in Darmstadt. Ab 1804 studierte er Evangelische Theologie an der Universität Gießen.
Am 20. September 1806 erhielt Klein die 5. Lehrerstelle am Pädagogium Gießen, wo er bis 1825 zum ersten Lehrer aufstieg und bis 1838 unterrichtete. An der Universität wurde Klein 1811 zum Dr. phil. promoviert und im selben Jahr zum Privatdozenten ernannt.
Im Oktober 1822 wurde er zum außerordentlichen Professor der Philosophie ernannt. Mit dem Ausscheiden aus dem Schulbetrieb wurde Klein am 15. September 1838 zum ordentlichen Honorarprofessor und 2. Bibliothekar an der Universitätsbibliothek Gießen ernannt. Fünfzig Jahre nach Dienstantritt erhielt Klein 1856 die Ehrendoktorwürde der Theologischen Fakultät Gießen.
Klein war über 15 Jahre lang aktiver Freimaurer und Mitglied im Historischen Verein für das Großherzogtum Hessen.
Der Wissenschaftlicher und Politiker Carl Vogt war Kleins Schüler am Gymnasium gewesen und hat ihn mit seiner Beschreibung des Lehrers Klein verewigt.

## Familie
Am 15. April 1816 heiratete er Clara Henriette Therese Siebold (1796–1862), Tochter des Großherzoglich-Hessischen Medizinaldirektors Damian von Siebold und Josepha von Siebold. Mit ihr hatte Klein vier (zur Zeit Scribas, 1831) lebende Kinder.

## Schriften (Auswahl)
- Die Kirche zu Großen-Linden bei Gießen, in Oberhessen. Versuch einer historisch-symbolischen Ausdeutung ihrer Bauformen und ihrer Portal-Reliefs; oder: vergleichende, durch alt-kirchlich-hieroglyphische Sculptur veranlaßte, Beiträge zur Kunde und zum Verständnisse der Vorzeit, zunächst der vaterländischen, Gießen: Ricker 1857.
- Einige das Gießer akademische Pädagog, besonders dessen Bibliothek und deren Gründer, Jac. Theod. Franz Rambach, betreffende Nachrichten und Bemerkungen. Einladungsschrift zu den am 9., 10. und 11. April 1829 im akadem. Pädagoge anzustellenden üblichen Prüfungen und Redeübungen, Giessen: Hasse 1829, S. 3–24
- De paedagogiis academicis, Giessen: Schröder 1822, S. 3–20
- Über Schulgeist und einiges damit Verwandte, Giessen: Schröder 1817, S. 3–23
- De arte musica, inprimis de cantu, Gissae: Schroeder 1812
- Einige Ansichten von Religion und Kirche, Giessen: Schröder 1808, S. 3–79

## Sekundärliteratur
- Heinrich Eduard Scriba: Biographisch-Literarisches Lexikon der Schriftst. des Ghzg. Hessen im ersten Viertel des 19. Jhs., Band 1 (1831), S. 174–176 Band 2 (1841), S. 381, das auch ein Schriftenverzeichnis enthält (S. 176).
- Marianne Trapp: Die Philosophie an der Universität Gießen im 19. Jahrhundert., Diss. Gießen 1942, S. 48, erschienen in der Reihe Gießener Beiträge zur deutschen Philologie, Band 84, Gießen: von Münchow 1944.